# Pe lungimea de undă a Cosmosului
Volumul Pe lungimea de undă a Cosmosului: Culegere de povestiri științifico-fantastice românești   a apărut în 1967 la Editura Tineretului în Colecția SF. Titlul colecției este dat de povestirea omonimă scrisă de Mihu Dragomir și publicată inițial în 1962, în Povestiri deocamdată fantastice.

## Cuprins
- Horia Aramă - „Pălăria de pai”. Pălării de paie au ajuns să fie la modă în această vară fierbinte și nu este nimic surprinzător în faptul că naratorul, după ce s-a oprit la o cafenea de pe marginea drumului, a confundat pălăriile cu altceva. Lucruri uimitoare au început să aibă loc imediat după aceste schimburi la întâmplare.
- Camil Baciu - „Ienicec”. A petrecut pe asteroid treizeci de ore însorite și deja dorește să-l arunce în aer. Prin urmare, cercetarea asteroidului va fi efectuată cu roboți antropomorfi în costume de protecție.
- Romulus Bărbulescu, George Anania - „Fântânile”. O navă cu patru călători ajunge pe o planetă misterioasă, pustie, cu un relief pietros. Roboții trimiși în explorare nu descoperă nimic. Pentru a se putea realiza contactul cu civilizația planetei care are altă substanțialitate, ei trebuie să își piardă temporar cel mai important organ de simț, permițând accesul la creierul lor.
- Grigore Davidescu - „Îndârjire”. Un cosmonaut revine din spațiu dar are o boală necunoscută. Starea sa este aproape fără speranță, dar doctorii continuă să lupte cu îndârjire pentru viața sa.
- Mihu Dragomir - „Pe lungimea de undă a Cosmosului”. Astronauții mergeau cu viteza luminii, apropiindu-se de Pământ. Dar pe lungimea de undă a Cosmosului, Pământul transmite ceva astronauților: le transmite muzică! După ce au ascultat-o, fiecare membru al echipajului s-a pierdut în gândurile și amintirile sale ...
- Paul Diaconescu - „Mica serenadă siderală”
- Eduard Jurist - „Inspectorul Bott intră în acțiune”.[4]
- Victor Kernbach Nemaipomenita homeopathie”.[5]
- Vladimir Colin - „Lnaga”.[6] Jim și prietenul lui au găsit Lnaga în junglă. Aceasta este o ciupercă care poate fi găsită doar o singură dată în viață. Ei au mâncat-o și au început să audă culori și să vadă sunete, apoi au călătorit în trecutul continentului african.
- Constantin Cubleșan - „Săgețile Dianei”
- Horia Matei - „Fuga lui Cato”
- Radu Nor - „Misteriosul doctor Dobrotă”
- Mircea Opriță - „Alcora”
- Leonid Petrescu - „Petele verzi”
- Gheorghe Ricus - „Iubita mea din celălalt continent”
- Adrian Rogoz - „Fuga în spațiu-timp”
- Max Solomon - „Cerul de sticlă”.[7]
- Sorin Stănescu - „Frumoasa din planeta adormită”
- Gheorghe Săsărman - „Isprava androidului mut”
- Ion Hobana - „Glasul trecutului”. Săpăturile arheologice din Egipt, lângă barajul Aswan, duc la descoperiri neobișnuite privind istoria antică a omenirii...
- Viorica Huber (Georgina Viorica Rogoz) - „Oceanul cu triluri”
- Ovidiu Șurianu - „S-a născut un munte”. Economia României are nevoie de fier. Inginerul Emil Drogan a găsit o modalitate de a prinde un asteroid din fier care cântărește 11 miliarde de tone și îl aduce încet pe teritoriul țării. Dar chiar și pentru știința românească avansată, această sarcină nu este una prea simplă.

## Legături externe
- en  Istoria publicării lucrării Pe lungimea de undă a Cosmosului la Internet Speculative Fiction Database
- На космической волне - Pe lungimea de undă a Cosmosului, FantLab.ru

## Vezi și
- Lista cărților științifico-fantastice publicate în România
- O falie în timp: pagini de anticipație românească,  Editura Eminescu, 1976
- 1967 în literatură
- 1967 în științifico-fantastic